# Maria Elisabeth Messemaeckers
Maria Elisabeth Messemaeckers, född 1754, död 1832, var en nederländsk sångare.
Hon var dotter till Goswinus Joannes Messemaeckers (1726-1775), violinist och kapellmästare, och Dorothea Boxwilder (1714-1795).  
Från 1784 till 1806 var hon organist vid kyrkan Martinuskerk i Venlo, där hennes far var kapellmästare. Hon uppträdde också som sångare. 